# ポロツク県

県章

ポロツク県（ポロツクけん、ロシア語: Полоцкая губерния）は、帝政ロシアの県（グベールニヤ）の1つである。1776年に設置され、1796年に廃止された。行政中心地はポロツク（現ポラツク）におかれていた。その領域は現ベラルーシ・ラトビア・ロシアにまたがる。

## 歴史
ポロツク県は1776年9月4日に、プスコフ県を分割して形成された。行政中心地はポロツクに置かれ、ポロツク(ru)、ヴィテプスク、ドヴィナ(ru)の3つの地区（当時、県の下位区分はプロヴィンツィヤという区分名だった）を管轄した。プロヴィンツィヤ制は後に廃止され、また、人口・面積の均質化を図るために、1777年3月22日に11の郡（ウエズド）に再編された。なお、一時採用されたナメストニチェストヴォ制（エカテリーナ2世が制定）により、1778年1月10日にポロツク・グベールニヤからポロツク・ナメストニチェストヴォへと行政区分名が改正された。このナメストニチェストヴォ制も短期で廃止される（パーヴェル1世が廃止）が、この改編の後、モギリョフ・ナメストニチェストヴォ(ru)（グベールニヤ制におけるモギリョフ県）と合併してベロルシヤ（白ロシア）県となる形で、ポロツク県は廃止された。1796年の人口はおよそ31万8千人だった。なお、ベルロシヤ県は後に再分割され、モギリョフ県は再置されるが、ポロツク県はヴィテプスク県と改称された。

## 行政区分

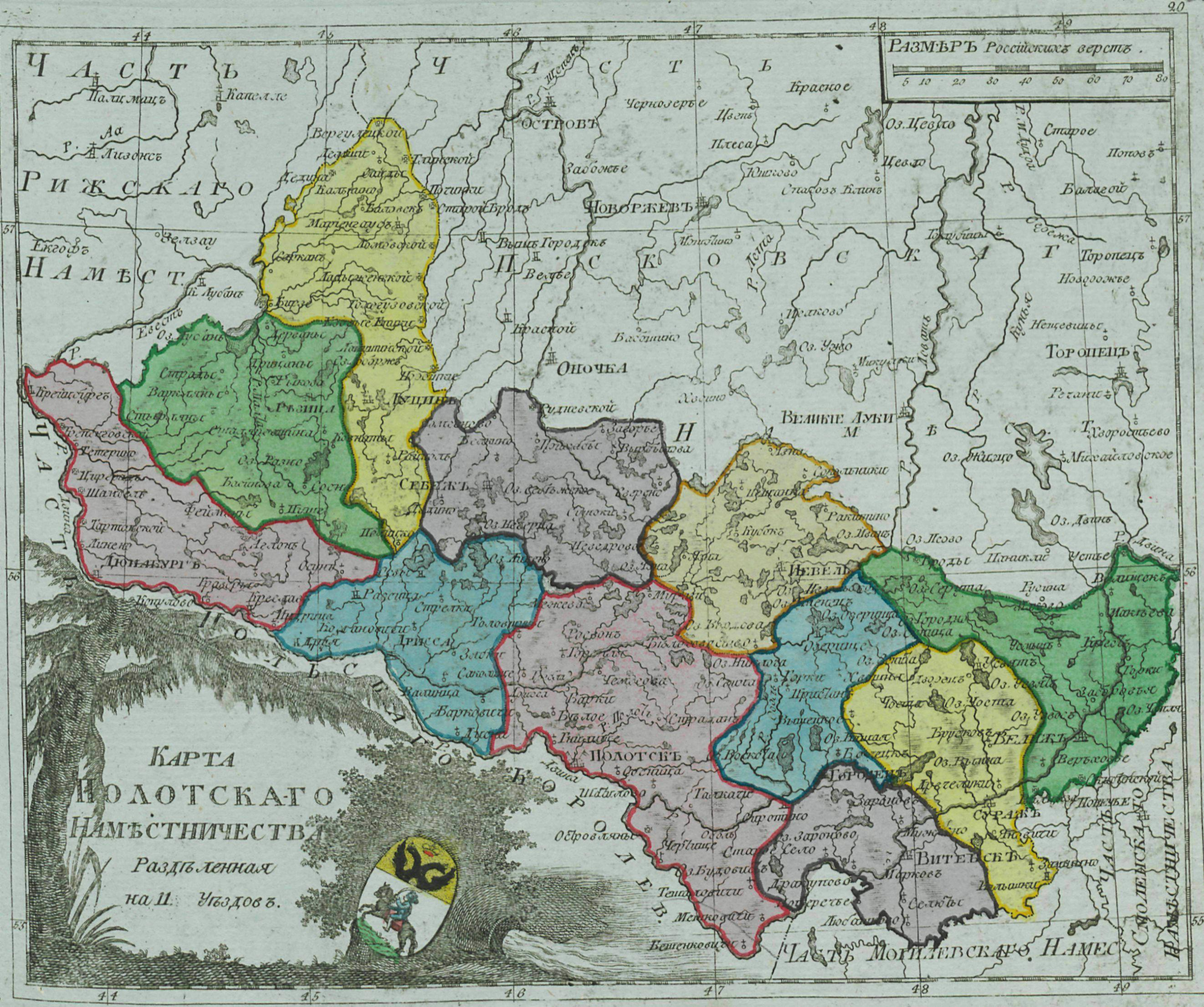
ポロツク県の郡（1792年）
左端の赤より時計回りに、赤：ドヴィンスク郡、緑：レジツァ郡、黄：リュツィン郡、灰：セーベジ郡、薄黄：ネヴェリ郡、青：レペリ郡、緑：ヴェリジ郡、黄：スラジ郡、灰：ヴィテプスク郡、赤：ポロツク郡、青：ドリッサ郡

廃止直前のポロツク県に属していた郡（ウエズド）は以下の12郡である。
| 郡 | 行政中心地     |
| --- | -------------- |
| ポロツク郡(ru) | ポラツク       |
| ヴィテプスク郡(ru) | ヴィツェプスク |
| ゴロドク郡(ru) | ハラドク(ru)   |
| ドリッサ郡(ru) | ドルィサ       |
| レペリ郡(ru) | レペリ         |
| スラジ郡(ru) | スラジ(ru)     |
| ドヴィンスク郡(ru) | ダウガフピルス |
| リュツィン郡(ru) | Ludza(ru)      |
| レジツァ郡(ru) | レーゼクネ     |
| ヴェリジ郡(ru) | ヴェリジ       |
| ネヴェリ郡(ru) | ネヴェリ       |
| セーベジ郡(ru) | セーベジ       |
| [註] ・行政中心地の背景色は、その自治体が現在所属する国を示す（黄：ベラルーシ、青：ラトビア、赤：ロシア）。 ・郡名はロシア語に基づく。また、黄：ベラルーシ語、青：ラトビア語、赤：ロシア語に基づく。 ・ドルィサは後に改称し、現ヴェルフニャズヴィンスク。 |                |